# Goliathus
Goliathus Lamarck, 1801 è un genere di coleotteri della famiglia Scarabaeidae, noti come scarabei Golia, dal nome del gigante biblico Golia.

## Descrizione
Sono tra i più grandi insetti sulla terra, se misurati in termini di dimensioni, massa e peso; i maschi adulti misurano dai 60 ai 110 mm mentre le femmine dai 50 agli 80 mm; pesano dai 80 ai 110 g sia i maschi che le femmine
Il sesso si distingue molto facilmente: i maschi possiedono il tipico "corno" che usano nelle lotte di corteggiamento delle femmine.

## Biologia
Gli adulti si nutrono di linfa e frutta e volano durante il giorno.
Le larve di Goliathus hanno un ruolo utile nell'ecosistema delle foreste centro-africane, perché si nutrono di escrementi e piante morte, facilitandone la decomposizione e la trasformazione in humus.
A differenza di molte altre cetoniinae, lo Scarabeo Golia vive molto e può raggiungere la sorprendente età di 20 anni.

## Tassonomia
Il genere comprende le seguenti specie:
- Goliathus albosignatus
- Goliathus cacicus
- Goliathus goliatus
- Goliathus orientalis
- Goliathus regius

## Conservazione
Gli scarabei Golia sono in via di estinzione, e non vengono di certo favoriti dagli sfegatati collezionisti che li ritengono veri e propri "tesori" e dalle tribù locali, che li mangiano ritenendoli sacri. Sono così importanti nella cultura di queste tribù che i "cacciatori" di Goliathus prima di mettersi alla ricerca di questi insetti vengono sottoposti a dei rituali che dovrebbero prevedere se la "caccia" sarà fortunata o meno, esattamente come nelle cacce ai bufali primitive.